# Chamonix-Mont-Blanc
Chamonix es una comuna francesa situada en el departamento de Alta Saboya, de la región de Auvernia-Ródano-Alpes.

## Geografía

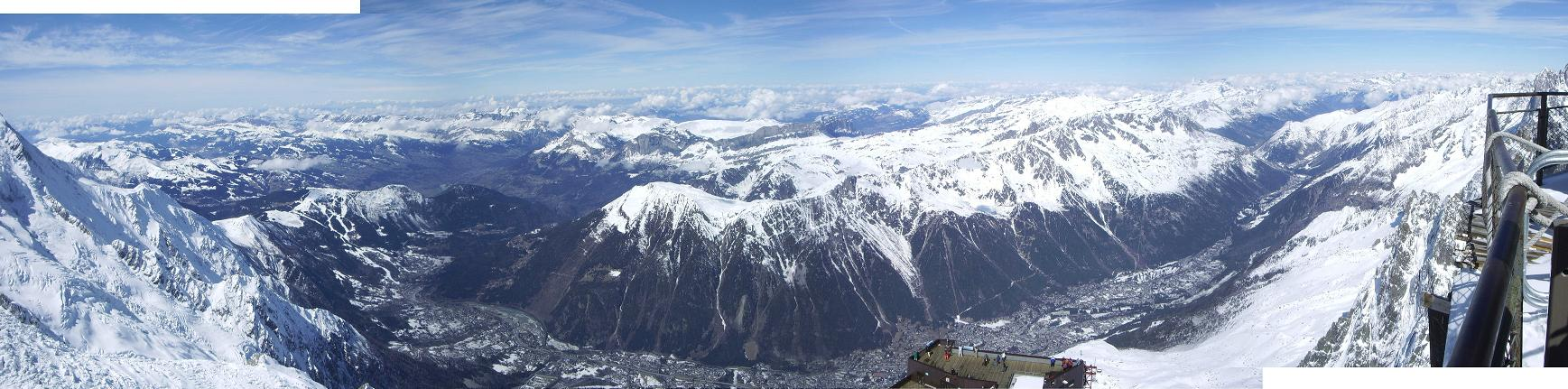
Valle de Chamonix

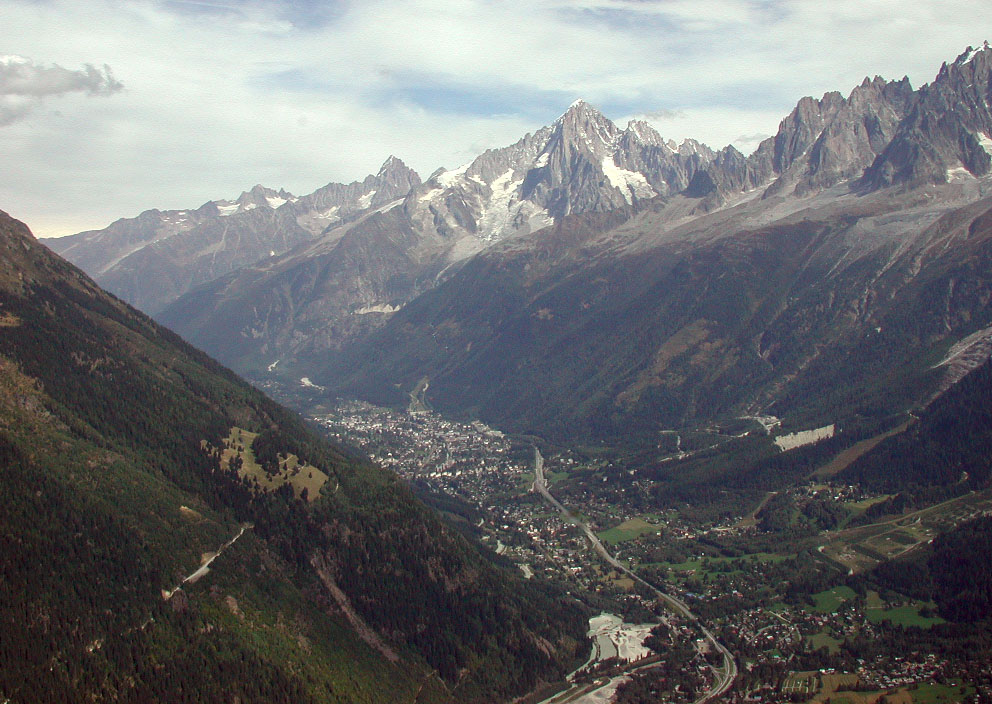
Chamonix

Se encuentra a los pies del Mont Blanc.

## Historia

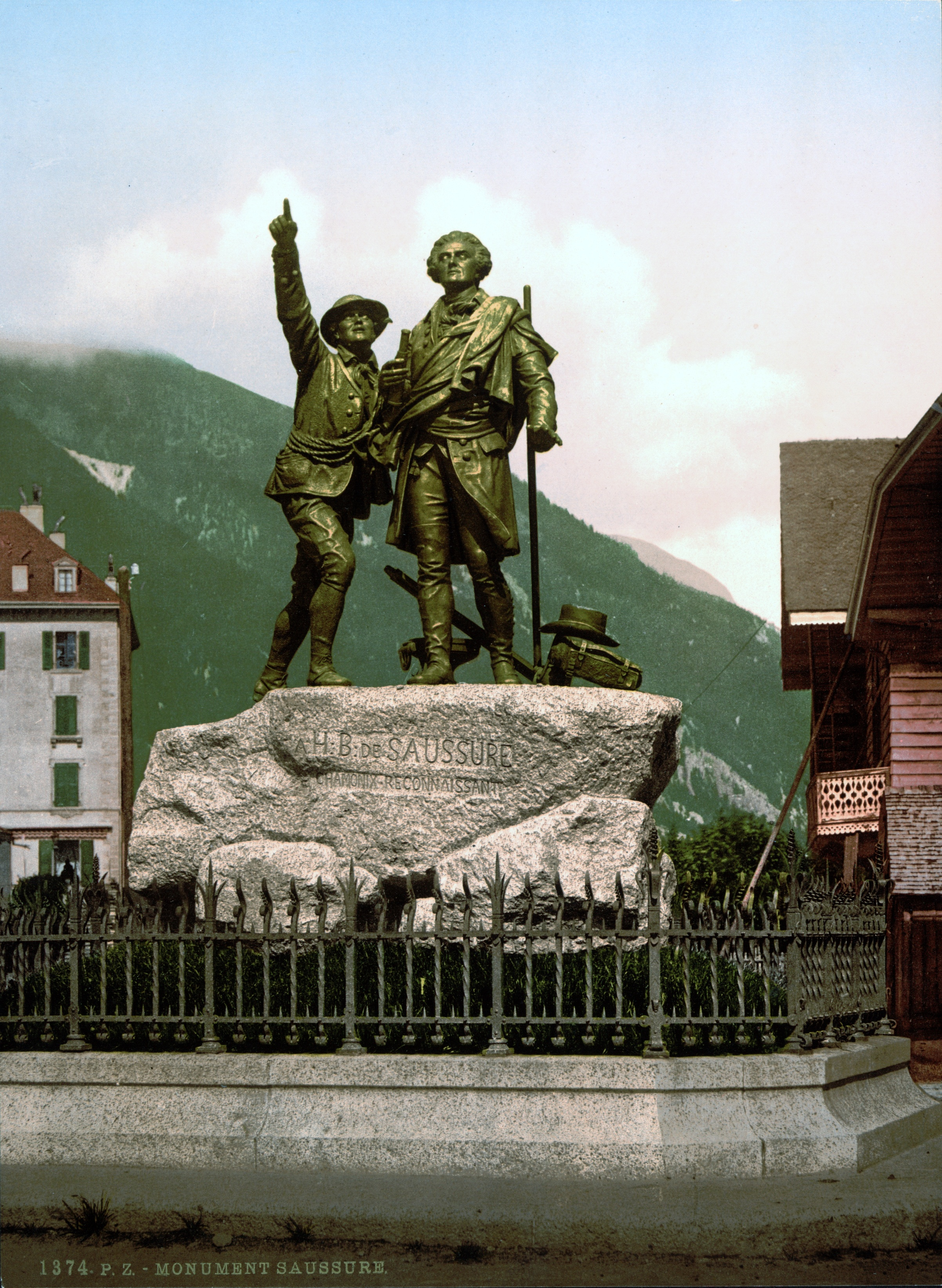
Horace-Bénédict de Saussure y Jacques Balmat (izquierda) miran hacia la cima del Mont Blanc, monumento en Chamonix.

El valle se mencionó por primera vez en 1091, cuando fue concedida por el Conde de la Genevois a la gran casa benedictina de Sacra di San Michele, cerca de Turín, que a principio del siglo XIII había establecido un priorato allí. Sin embargo, en 1786 los habitantes compraron su libertad a partir de los cánones de Sallanches, a quien el priorato había sido transferidos en 1519.[cita requerida]
En 1530, los habitantes obtuvieron del Conde de la Genevois el privilegio de celebrar dos ferias al año, mientras que el valle fue visitado a menudo por los funcionarios civiles y por los obispos de Ginebra (visita primero registrada en 1411, mientras que San Francisco de Sales llegó allí en 1606). Pero los viajeros por placer eran muy raros.[cita requerida]

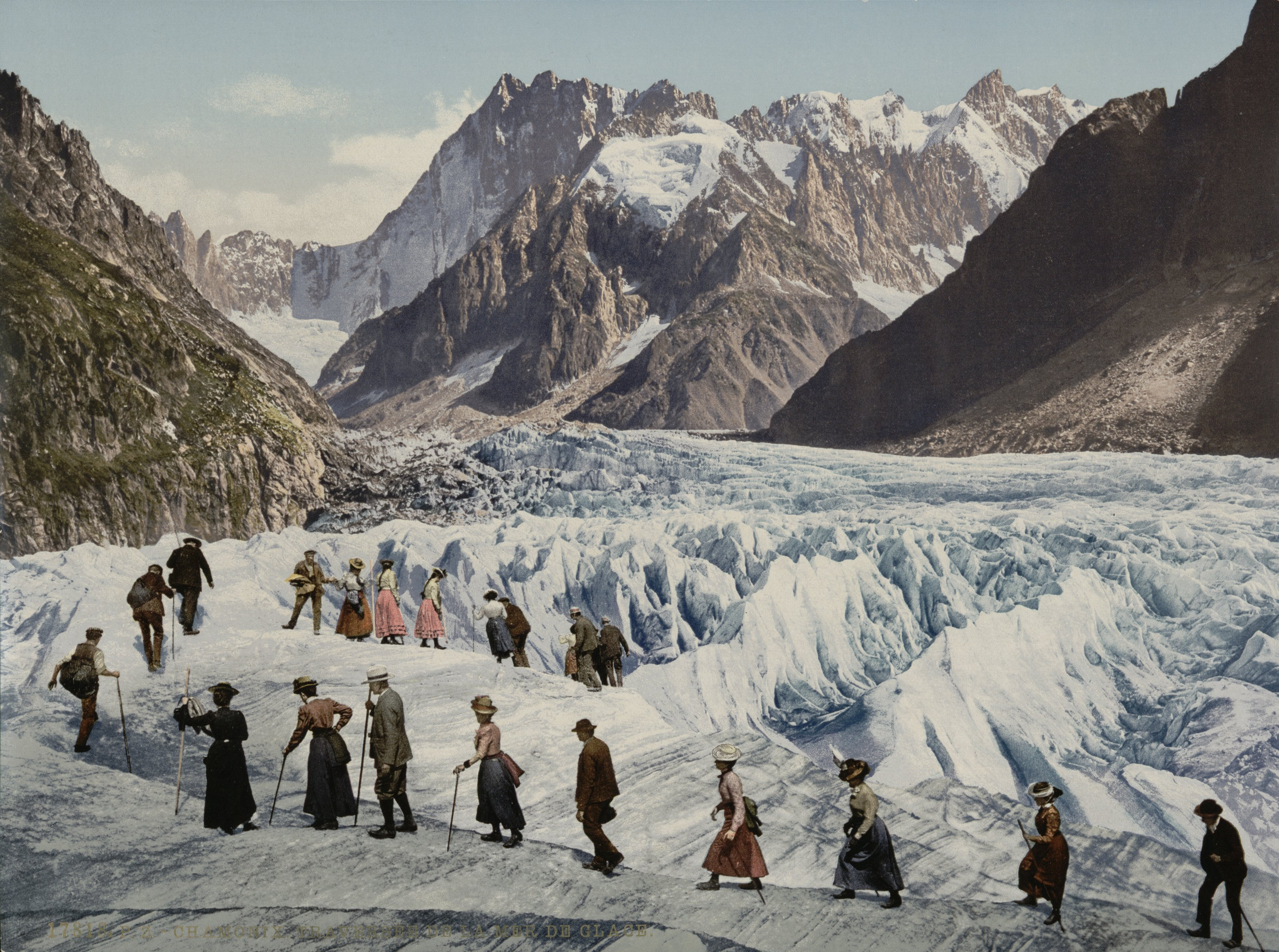
Valle de Chamonix: cruzando el glaciar a pie (entre 1902 y 1904)

La primera parte publicada (1744) fue un informe de su visita del Dr. Richard Pococke, Sr. William Windham y otros, como los ingleses que visitaron la Mer de Glace en 1741. En 1742 llegaron P. Martel y otros varios Genevese; en 1760, Horace-Bénédict de Saussure, y más tarde, Marc-Théodore Bourrit.[cita requerida]
El crecimiento del turismo en el siglo XIX dio lugar a la formación de la Compañía de Guías de Chamonix en 1821, para regular el acceso a las laderas de la montaña (que eran en común o en forma cooperativa en propiedad), y esta asociación mantuvo el monopolio de la guía de la ciudad hasta que fue roto por la acción del gobierno francés en 1892; a partir de entonces, se requieren guías para poseer un título expedido por una comisión dominada por los funcionarios y miembros del Club Alpino Francés civiles en lugar de los residentes locales.[cita requerida]
Desde finales del siglo XIX, en adelante, el desarrollo turístico fue dominada por iniciativas nacionales e internacionales en lugar de los empresarios locales, aunque la comunidad local era cada vez más dependientes y activos en la industria del turismo.[cita requerida]
La comuna presionó con éxito para cambiar su nombre de Chamonix a Chamonix-Mont-Blanc en 1916. Sin embargo, tras la pérdida de su monopolio, la Compañía reformó como una asociación de guías locales, y retuvo un papel importante en la sociedad local; que proporcionó los servicios de una societarismo de usar para sus miembros, y en el siglo XX muchos de ellos se observaron los montañeros y divulgadores del turismo de la montaña, por ejemplo, el novelista Roger Frison-Roche, el primer miembro de la Compagnie de no haber nacido en Chamonix.[cita requerida]
La celebración de los primeros Juegos Olímpicos de Chamonix 1924 elevó aún más el perfil de Chamonix como un destino turístico internacional.[cita requerida]
Durante la Segunda Guerra Mundial, un Hogar de Niños operado en Chamonix, en el que varias decenas de niños judíos fueron escondidos de los nazis. Algunos de sus salvadores fueron reconocidos como "Justos entre las Naciones".
Por la década de 1960, la agricultura se había reducido a una actividad marginal, mientras que el número de plazas turísticas disponibles aumentó a alrededor de 60.000 a finales del siglo XX, con cerca de 5 millones de visitantes al año.[cita requerida]

## Geografía
- Altitud: 1100 metros.
- Latitud: 45°55′ N
- Longitud: 6°52′ E

## Demografía
| 1830 | 1925 | 1949 | 2232 | 2528 | 2304 | 2308 | 2304 | 2415 | 2455 | 2406 | 2420 | 2450 | 2447 | 2435 | 2729 | 3482 | 3109 | 3040 | 3811 | 4446 | 4633 | 5883 | 5699 | 7213 | 7745 | 8393 | 8746 | 9701 | 9830 | 9086 | 8611 |
| Para los censos de 1962 a 1999 la población legal corresponde a la población sin duplicidades (Fuente: INSEE [Consultar]) |      |      |      |      |      |      |      |      |      |      |      |      |      |      |      |      |      |      |      |      |      |      |      |      |      |      |      |      |      |      |      |

## Deportes
Es un centro de deportes invernales. Los Juegos Olímpicos de invierno de 1924 se celebraron aquí. El 8 y 9 de enero de 2005 se realizó la Copa Mundial de esquí alpino, Le Kandahar. También, en la ciudad principal para escalar el Mont Blanc, Aiguille du Midi o Aiguille du Dru. También es una ciudad turística muy apreciada en verano, con una gran oferta de actividades al aire libre como el ráfting o el senderismo.
| Predecesor: - | Ciudad Olímpica 1924 | Sucesor: Sankt Moritz |

## Miscelánea
El valle se menciona en Frankenstein, de Mary Shelley, en una escena de encuentro entre el doctor y su monstruo. La película hispanofrancesa Whisky y vodka de 1965 se desarrolla en esta ciudad.
Además, aquí es la sede central de la entrega de los Piolet de oro, un trofeo que se entrega a los mejores alpinistas del mundo. Los premios se entregan desde 1991 y los jurados son de revistas de alpinismo de Francia como "Montagnes" o "Haute Montagne".